# Nicola Coles
Nicola Coles (ur. 7 stycznia 1972 w Auckland) – nowozelandzka wioślarka.

## Osiągnięcia
- Mistrzostwa Świata – Niemcy 1998 – ósemka – brak[1][2].
- Mistrzostwa Świata – St. Catharines 1999 – ósemka – 8. miejsce[1].
- Mistrzostwa Świata – Lucerna 2001 – czwórka bez sternika – 2. miejsce[1].
- Mistrzostwa Świata – Sewilla 2002 – czwórka bez sternika – 4. miejsce[1].
- Igrzyska Olimpijskie – Ateny 2004 – dwójka bez sternika – 6. miejsce[1].
- Mistrzostwa Świata – Gifu 2005 – dwójka bez sternika – 1. miejsce[1].
- Mistrzostwa Świata – Eton 2006 – dwójka bez sternika – 2. miejsce[1].
- Mistrzostwa Świata – Monachium 2007 – dwójka bez sternika – 5. miejsce[1].
- Igrzyska Olimpijskie – Pekin 2008 – dwójka bez sternika – 5. miejsce[1].